# Irmandade Almas de São Miguel

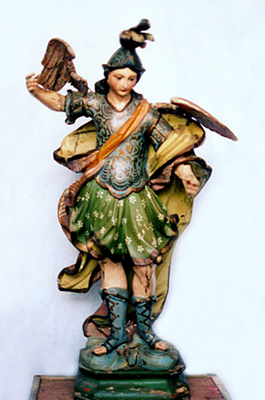
Imagem original de São Miguel

A Irmandade das Almas de São Miguel ou simplesmente Irmandade das Almas foi uma associação pública de fiéis católicos, criada no século XVIII, e estabelecida na Igreja Matriz de Pirenópolis,  na Freguesia de Nossa Senhora do Rosário de Meya Ponte, logo no início do povoamento de Pirenópolis. Foi a responsável pela construção de um dos altares colaterais da Igreja Matriz, perdido no incêndio de 2002, e se fazia nas celebrações da Igreja Matriz.
Com o passar dos anos, aos poucos a Irmandade foi se enfraquecendo até desaparecer de vez em meados de 1990, onde os ultimos membros das Irmandade ingressaram no grêmio da Irmandade do Santíssimo Sacramento a única hoje existente.